# Susiluola

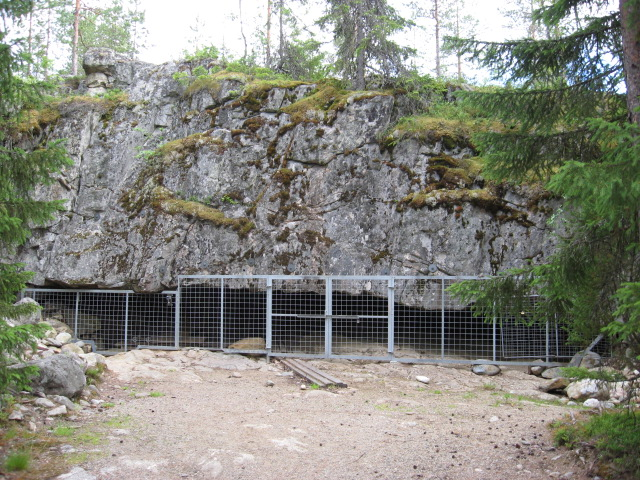
L'entrée de la grotte de Susiluola fermée au public depuis 1998.

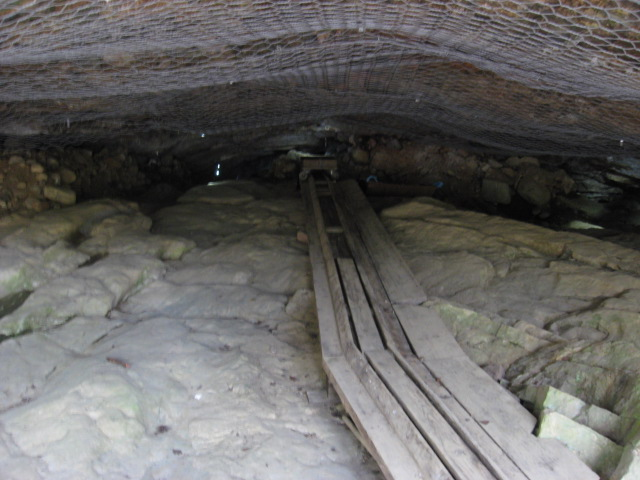
Site de fouille dans la grotte de Susiluola.

Susiluola (suédois : Varggrottan, finnois : Susiluola et français : grotte du loup), est une fissure formée dans les rochers de la roche granitique du massif de Pyhävuori situé dans l'ouest de la Finlande.
La grotte est située sur le territoire des municipalités de Kristinestad et de Karijoki dans l'arrière-pays côtier d'Ostrobotnie. 
Avec une superficie d'environ 400 m², c'est la plus grande grotte de Finlande. 
Son entrée est fermée au public depuis 1998.

## Description
La Finlande a été au cours de la glaciation de Weichsel recouverte par une couche de glace sur toute la surface de son territoire, de sorte que toute trace d'établissements humains antérieurs sont pratiquement impossible à découvrir. 
La grotte Susiluola a résisté à la pression de la glace. Le site de Susiluola forme un réseau de grottes qui s'étend sous les deux communes finlandaises de Kristinestad et de Karijoki.
Lors de fouilles en 1996, divers objets en pierre ont été trouvés dans la grotte, qui pour certains archéologues pourraient être des artéfacts. 
La nouvelle est accueillie avec un grand intérêt par la communauté scientifique, car cette découverte est la première à être effectuée à un endroit recouvert par la suite de centaine de mètres de glace par les glaciations successives.
Une datation controversée de quelques-uns de ces présumés outils de pierre proviendraient de la période interglaciaire Éémien il y a 120 000 ans. 
Si cette étude est correcte, ce serait la preuve de la plus ancienne occupation humaine en Finlande. 
Si ces objets sont des artefacts, l'homme de Néandertal pourrait dans ce cas là en être probablement l'auteur, dont la présence, dans les pays nordiques, n'a jusqu'à présent donné aucune preuve d'existence ni été couronnée de succès. 
La grotte de Susiluola reste aujourd'hui le seul site de ce type en Fennoscandie. 
Depuis 10 ans, les fouilles archéologiques y sont parmi les plus ambitieuses en Finlande.
Depuis 1998, la grotte pour n'est plus accessible aux visiteurs, mais un centre de documentation a été construit sur un site adjacent qui accueille plusieurs milliers de visiteurs.